# بوعلام بسايح
بوعلام بسايح (1930 - 28 يوليو 2016) هو سياسي ومجاهد ووزير جزائري سابق ورئيس المجلس الدستوري سابقاً من سنة 2005 إلى غاية 2012 وهو أيضاً كاتب ومؤرخ وأديب.

## نشأته
ولد سنة 1930 بولاية البيض جنوب غرب الجزائر لعائلة محافظة حيث حفظ القرآن الكريم في منطقته والتحق بالكتاب وعند اشتعال الثورة التحق بصفوفها وانضم إلى مجلس الثورة سنة 1959.

## المناصب التي تقلدها
عمل سفيرا في العديد من الدول الأوروبية والعربية كالقاهرة وأبوظبي والكويت بعد الاستقلال ثم بعدها أمينا عاما للخارجية الجزائرية سنة 1971 حتى سنة 1979 عندما شغل عدة مناصب حكومية كوزير للتكوين المهني وبعدها وزيرا للثقافة مرورا بوزارة البريد إلى غاية أن أصبح وزيرا للخارجية سنة 1988 ثم انقطعت أخباره حتى سنة 1997 عندما عيّنه الرئيس اليامين زروال عضوا بمجلس الأمة ثم سفيرا للجزائر بالمغرب حتى سنة 2005 عندما عينه الرئيس بوتفليقة رئيسا للمجلس الدستوري أعلى هيئة قضائية بالبلاد.

## الكاتب والأديب
لا يعرف الكثير من الجزائريين أن بوعلام بسايح رجل أدب ومؤرخ وأنه دكتور في العلوم الإنسانية وله مؤلفات في شتى المجالات ومن أبرز مؤلفاته وكلها بالفرنسية:
- محمد بلخير العَلَمُ المحظور وهو بالفرنسية ويحكي سيرة الشاعر محمد بلخير Mohamed Belkheir, étendard interdit, édition bilingue, Sindbad Paris, 1976
- من عبد القادر إلى الإمام شامل بطل القوقاز سنة 1997 بالفرنسية De l'émir Abdelkader à l'imam Chamyl ويحكي عن علاقة الأمير عبد القادر بالإمام شامل.
- من لويس فيليب إلى نابليون الثالث، الأمير عبد القادر منهزما ولكن منتصرا سنة 2002 بالفرنسية  De Louis Philipe à Napoléon III. L'émir Abdelkader, vaincu mais triomphant ويحكي عن بطولات الأمير عبد القادر
- في رحاب الأصالة، المقاومة بالسيف أو بالقلم بالفرنسية Au bout de l'authenticité, la résistance par l'épée ou la plume, ENAG, Alger, 2002
- عبد الله بن كريو، شاعر الأغواط والصحراء" بالفرنسية Abdellah Ben Kerriou, poète de Laghouat et du Sahara, édition bilingue, Publi-Sud, Paris.